# Test de Snellen

Gráfica de Snellen.

El test de Snellen es una prueba diseñada para evaluar la agudeza visual. Recibe el nombre en honor del oftalmólogo neerlandés Herman Snellen, quien diseñó la prueba en 1862.
La prueba consiste en identificar correctamente las letras en una gráfica conocida como gráfica de Snellen o tabla de Snellen. Solo se utilizan diez letras: C, D, E, F, L, O, P, T, Z. Las letras tienen un tamaño decreciente dependiendo del nivel en que se encuentran. Un nivel 20/20 corresponde a la visión normal. 
La prueba con la carta de Snellen clásica se realiza situando a la persona examinada a una distancia de 20 pies (o 6 metros) de la carta, y haciéndole preguntas acerca de las letras que ve, utilizando cada vez filas con optotipos de letras más pequeños. La última fila en la que es capaz de leer los caracteres con precisión, marca la agudeza visual del paciente.
Existen diversas versiones de la prueba basadas en el mismo principio, desde una carta con los caracteres dispuestos simétricamente para poder ser contemplada mediante un espejo (lo cual permite, en la sala de examen, reducir la distancia necesaria de 6 a 3 m), hasta aparatos de optometría que, mediante oculares, prismas y espejos, reproducen los correspondientes tamaños relativos de las letras que deben ser leídas.
Para las personas que no saben leer o que en sus idiomas no se usan caracteres latinos, se usan otros medios de evaluación: Prueba E, test de Landolt, test de Lea.

## Historia
Snellen desarrolló sus gráficos utilizando símbolos basados en una cuadrícula de 5 × 5 unidades. Las gráficas experimentales desarrolladas en 1861 utilizaban símbolos abstractos, pero las cartas de Snellen publicadas en 1862 ya utilizaban caracteres alfanuméricos mayúsculos sobre la citada cuadrícula de 5 × 5. La gráfica original mostraba los caracteres A, C, E, G, L, N, P, R, T, 5, V, Z, B, D, 4, F, H, K, O, S, A, C, E, G, L, 2.

## Geometría del test de Snellen
El hecho en el que se basa la configuración de la carta de Snellen es que la agudeza visual normal del ojo humano es de 1' (es decir, de un minuto de grado sexagesimal). Este concepto liga el tamaño de un objeto con la distancia a la que se observa (véase diámetro angular), de modo que a efectos de ser perceptible por la vista, un objeto a una distancia dada, equivale al mismo objeto del doble de tamaño al doble de distancia.
Snellen diseñó una tipografía con caracteres cuadrados sobre una cuadrícula de 5 x 5. Los trazos de color negro tienen un cuadro de anchura, de forma que tanto la anchura como la altura de las letras equivalen a 5 veces el grosor del trazo. A continuación definió una distancia fija arbitraria desde la que se debía observar la carta (20 pies en los países anglosajones; adaptada a 6 metros en los países que utilizan el sistema métrico), y ajustó el tamaño del juego principal de letras (el correspondiente a la visión normal) de forma que el grosor del trazo negro al ser observado a esta distancia se correspondiera a 1' (por lo que cada letra abarcaría 5').
En consecuencia, el tamaño de referencia (denominado 20/20 porque individuos con visión normal lo divisan a 20 pies de distancia —o a 6 metros—), es decir, el que abarca un diámetro angular de 5' sexagesimales a 20 pies de distancia, se corresponde a una altura y una anchura en milímetros de: 
| Tamaño(20/20) = 20 pies · 2 · tan (π·5/2/60/180) = 6096 mm · 0.00145 = 8.86 mm |
El resto de tamaños se escala en relación con el tamaño de referencia, según su denominación. Así, el tamaño 20/200 está en proporción de 1 a 10 (mide 88.6 mm de lado), y el tamaño 20/10 mide 4.43 mm (la mitad que el 20/20).

## Nivel de visión respecto a la fila en la gráfica de Snellen
Entre paréntesis, figura el tamaño de los caracteres correspondientes para realizar la prueba a 20 pies o 6 m de distancia.
En color naranja, el nivel de agudeza visual normal: (20/20).
| Grado de agudeza visual | Línea de Snellen percibida | Tamaño de las letras (para observarse a 20 pies o 6 m) |
| ----------------------- | -------------------------- | ------------------------------------------------------ |
| 1                       | 20/200                     | (88.6 mm)                                              |
| 2                       | 20/100                     | (44.3 mm)                                              |
| 3                       | 20/70                      | (31.0 mm)                                              |
| 4                       | 20/50                      | (22.1 mm)                                              |
| 5                       | 20/40                      | (17.7 mm)                                              |
| 6                       | 20/30                      | (13.3 mm)                                              |
| 7                       | 20/25                      | (11.1 mm)                                              |
| 8                       | 20/20                      | (8.8 mm)                                               |
| 9                       | 20/15                      | (6.6 mm)                                               |
| 10                      | 20/12                      | (5.3 mm)                                               |
| 11                      | 20/10                      | (4.4 mm)                                               |

La visión «normal» se corresponde con el valor 8. A los números entre el 9 y el 11 corresponden grados de agudeza visual cada vez mayores. Por el contrario, valores menores indican una agudeza visual reducida. La letra más grande de la carta suele ser de (20/200) (6/60 en metros), valor que en los EE. UU. se establece para declarar legalmente la ceguera. Algunos individuos con miopía moderada pueden no ser capaces de leer estos caracteres sin necesidad de gafas, pero, provistos de estos anteojos, no tienen problema alguno para leer las líneas (20/20) o (20/15). Por el contrario, los individuos legalmente ciegos tienen una agudeza visual de (20/200) o menor, incluso utilizando lentes correctivas.